# Nannoperca australis
Nannoperca australis är en fiskart som beskrevs av Günther, 1861. Nannoperca australis ingår i släktet Nannoperca och familjen Percichthyidae. Inga underarter finns listade i Catalogue of Life.